# 天人掌
天人掌，也叫天人团扇，是原产美国和墨西哥的一种仙人掌属植物。天人掌易与褐刺仙人掌混淆，但天人掌四季常青，花被纯黄色，而褐刺仙人掌冬季或旱季会变成紫红色，花被基部红色、上部黄色。

## 变种
天人掌有以下变种：
- 天人掌原变种 ：刺白色
- 黄刺天人掌 ：刺黄色，下弯
- 得州天人掌 ：刺黄色，开展
- 牛舌掌 ：茎段狭长
- 光茎天人掌：无刺或几乎无刺[3]

另有，其实是花火仙人掌的一个变型。

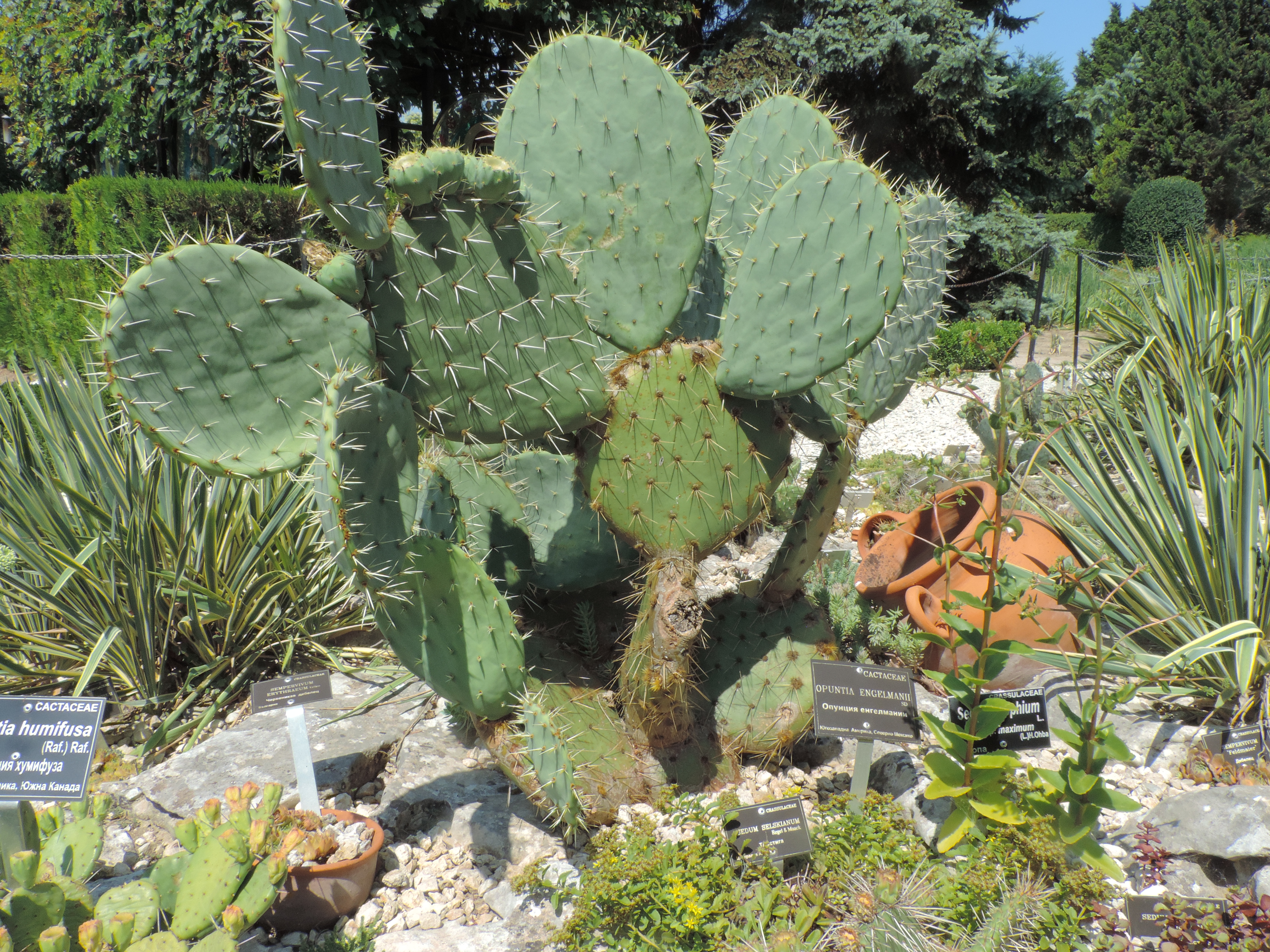
天人掌
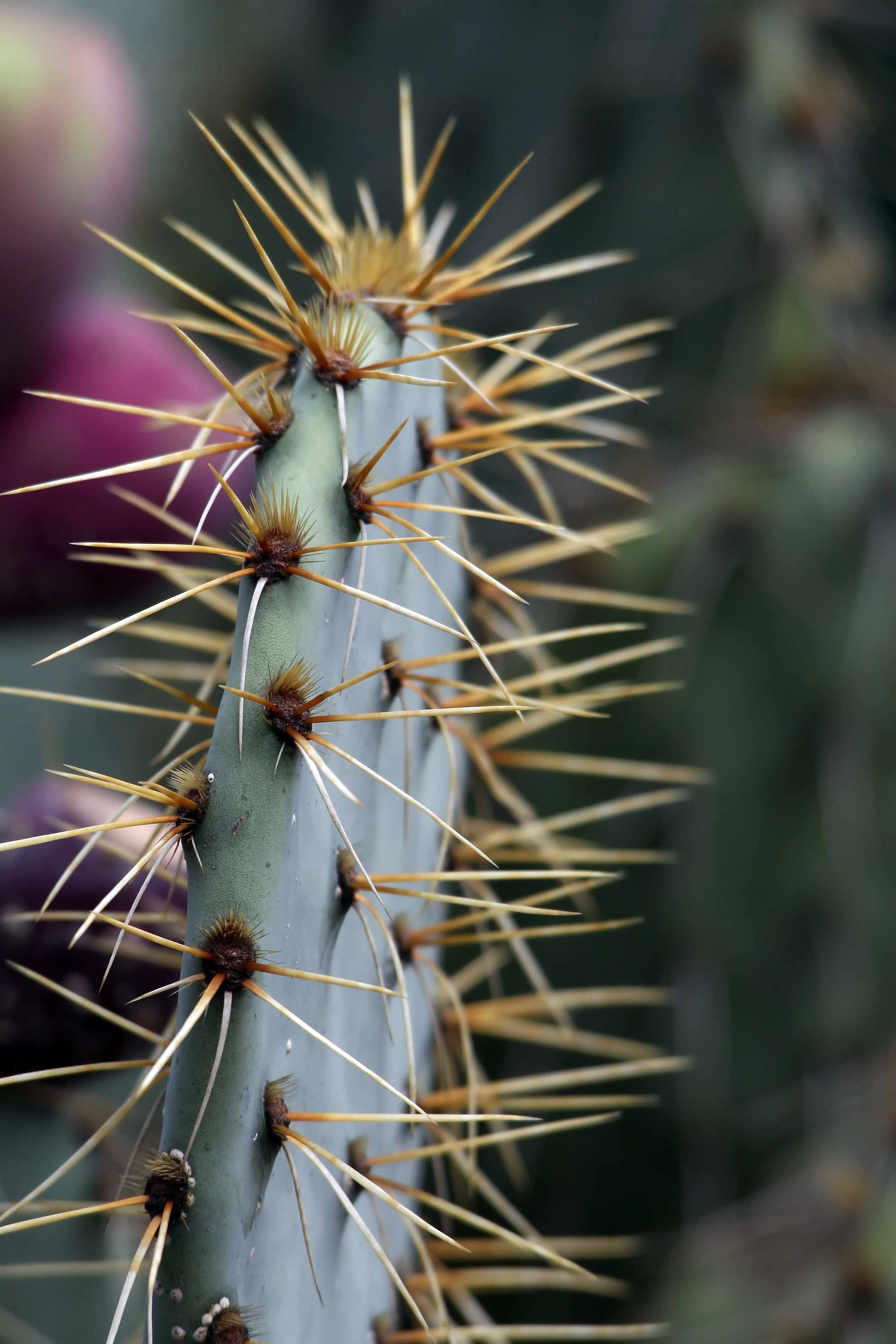
黄刺天人掌
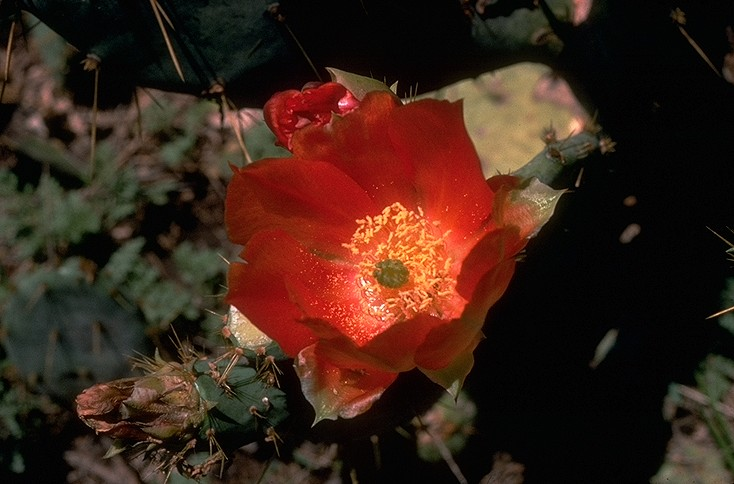
得州天人掌的红花类型
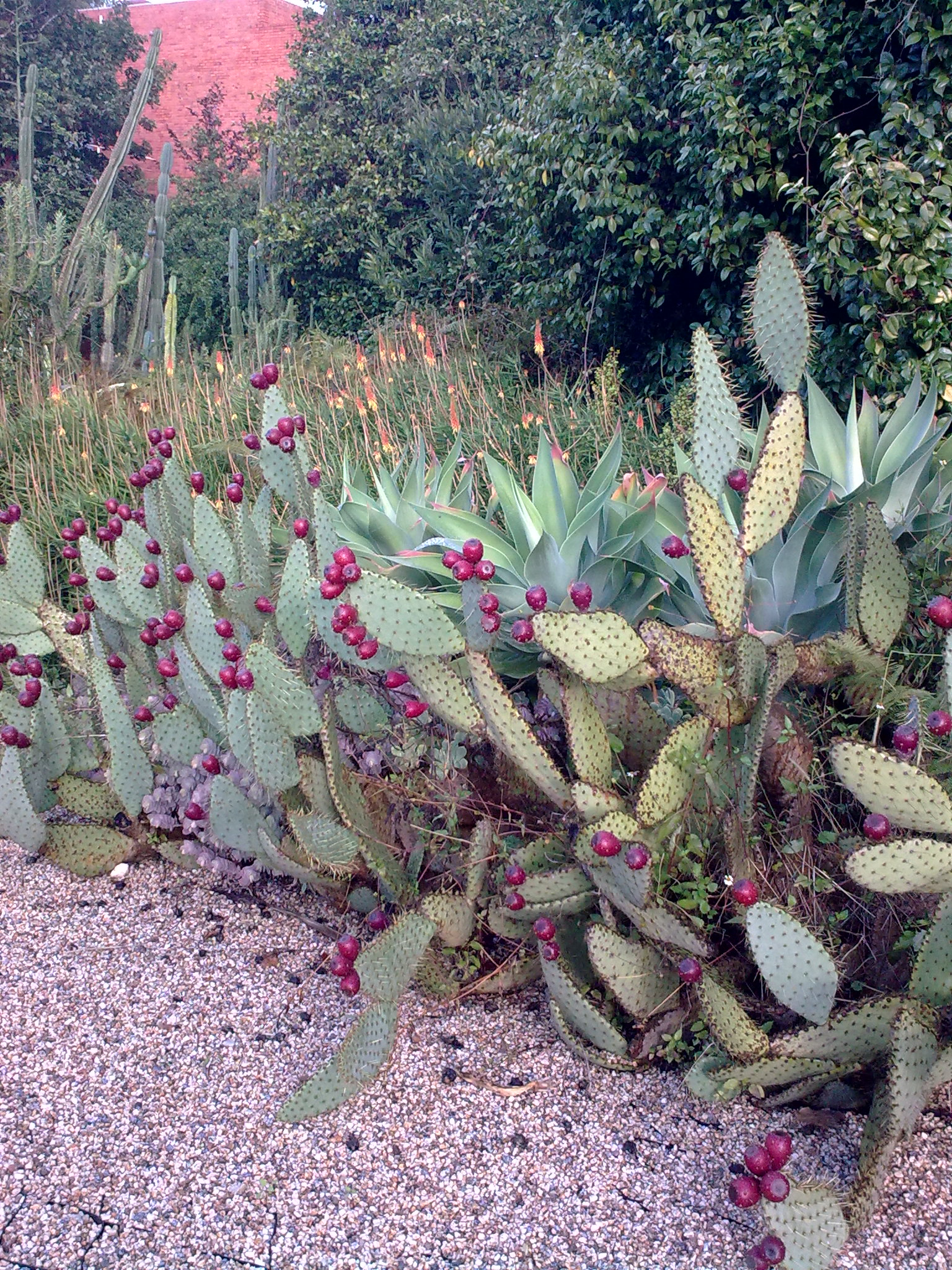
牛舌天人掌
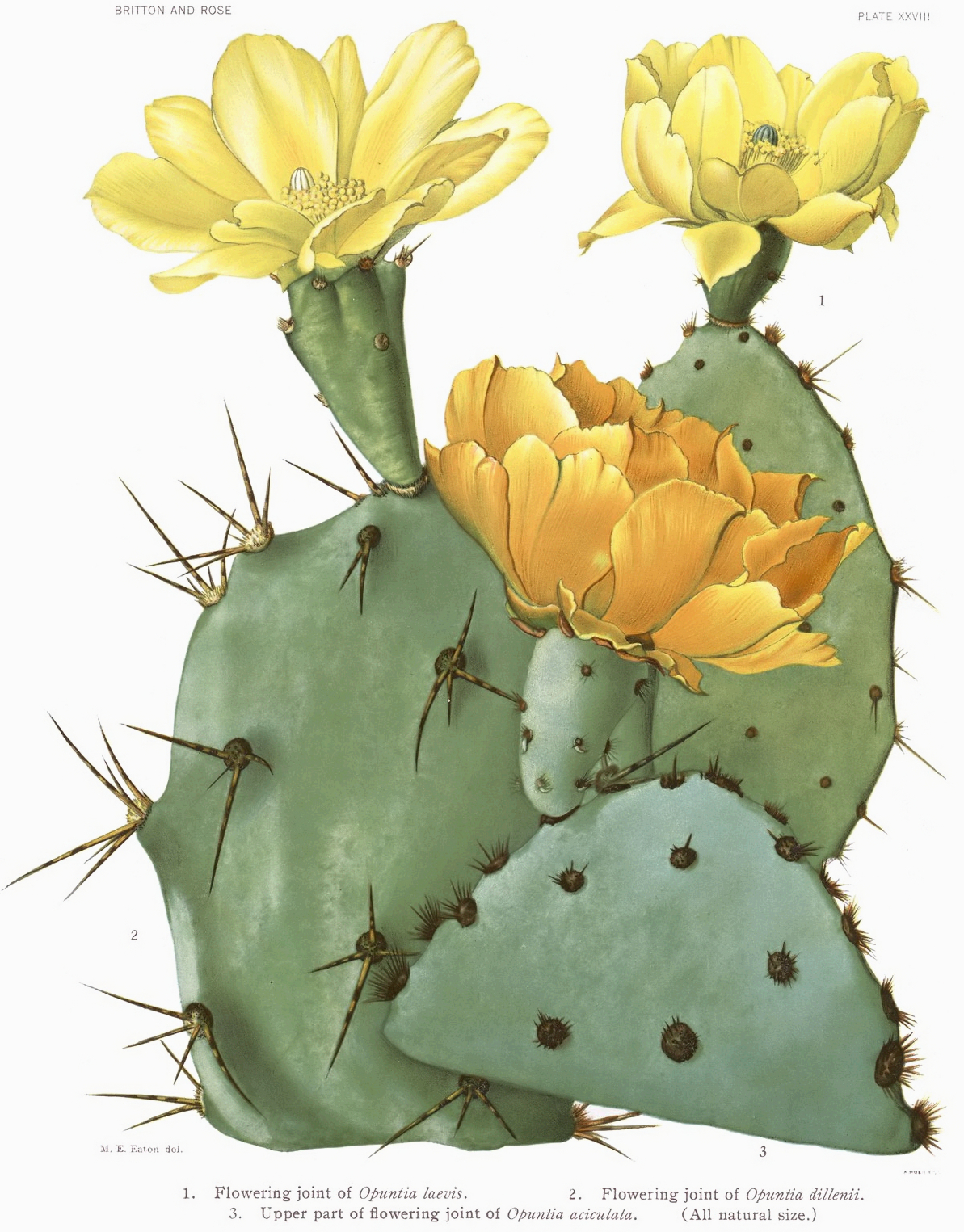
光茎天人掌（最右）